# Donatello Alunni Pierucci
Donatello Alunni Pierucci (Perugia, 1954) è un regista italiano.

## Biografia
Laureato a Bologna in Discipline delle Arti della Musica e dello Spettacolo (DAMS), risiede a Roma dal 1987.
Comincia la sua attività a Milano lavorando come regista, sceneggiatore e direttore di produzione in numerosi film pubblicitari e documentari industriali. In questo periodo dà vita insieme ad altri film-maker all'esperienza di "Indigena" luogo di discussione ed esperienze produttive che hanno segnato la scena cinematografica milanese verso la metà degli anni 80. In questo periodo scrive e dirige un lungometraggio e collabora ad altri corto e lungometraggi.
Abbandona la pubblicità e trasferitosi a Roma continua la sua attività nel documentario industriale. Nel 1992 inizia un decennale rapporto di collaborazione con la RAI come regista di dirette televisive. Realizza nel frattempo video indipendenti che vengono presentati in vari festival internazionali. Negli ultimi anni ha realizzato come regista numerose puntate delle soap opera Un posto al sole e Cuori rubati.
Nel 2020 pubblica il romanzo Omicidio al 14 rosso.

## Filmografia

### Cortometraggi
- A sangue freddo (1988)
- Emigré (il viaggio) (1990)
- Marocco addio - documentario (1991)
- Natura morta - documentario (1995)
- Un'estate da rem - documentario (2002)
- Elementi (2003)

### Mediometraggi
- Tempo rubato (1988)

### Documentari
- Italia '90 - Lavori in corso (1990)
- Milano 25 aprile 1994 (1994)

### Lungometraggi
- Incidente di percorso (1986)

### Televisione
- Un posto al sole - serie TV, 190 episodi
- Cuori rubati - serie TV, 30 episodi